# Uropterygius fasciolatus
Uropterygius fasciolatus es una especie de pez de la familia de los morénidas en el orden de los Anguilliformes.

## Morfología
Los machos pueden llegar a alcanzar los 53 cm de longitud total.

## Distribución geográfica
Se encuentra en Papúa Nueva Guinea, Palau e Islas Salomón.